# 球場郡
球場郡（クジャンぐん）は、朝鮮民主主義人民共和国平安北道の東部に位置する郡。

## 地理
清川江が郡内を貫流する。カルスト地形であり、龍門大窟などの鍾乳洞が多い。
北に香山郡、西北に雲山郡、西南に寧辺郡、南に平安南道价川市・徳川市と境を接する。

## 行政区画
1邑・5労働者区・22里を管轄する。
| - 球場邑（クジャンウプ） - 登立労働者区（トゥンニムノドンジャグ） - 龍登労働者区（リョンドゥンノドンジャグ） - 龍門労働者区（リョンムンノドンジャグ） - 龍水労働者区（リョンスロドンジャグ） - 龍鉄労働者区（リョンチョルロドンジャグ） - 開華里（ケファリ） - 貴上里（クィサンニ） - 大豊里（テプンニ） - 都館里（トグァンニ） - 龍淵里（リョンヨンニ） - 墨時里（ムクシリ） - 沙烏里（サオリ） - 三峯里（サンボンニ） | - 上九里（サングリ） - 上耳里（サンイリ） - 上草里（サンチョリ） - 蘇民里（ソミンニ） - 松湖里（ソンホリ） - 水口里（スグリ） - 新興里（シヌンニ） - 牛峴里（ウヒョンニ） - 雲龍里（ウルリョンニ） - 雲興里（ウヌンニ） - 造山里（チョサンニ） - 中草里（チュンチョリ） - 下長里（ハジャンニ） - 下草里（ハチョリ） |

## 歴史
現在の球場郡は、1952年に寧辺郡の一部（龍山面など）を分離して編成したものである。

### 年表
この節の出典
- 1952年12月 - 郡面里統廃合により、平安北道寧辺郡龍山面・南薪峴面・百嶺面および梧里面・古城面の各一部地域をもって、球場郡を設置。球場郡に以下の邑・里が成立。(1邑26里)
  - 球場邑・水口里・龍鉄里・安火里・雲興里・龍淵里・新興里・登立里・就徳里・蘇民里・貴上里・上耳里・雲龍里・松湖里・墨時里・上草里・下草里・牛峴里・大豊里・龍門里・中草里・造山里・開華里・都館里・下長里・上九里・沙烏里
- 1952年末 - 安火里が龍登労働者区に昇格。(1邑1労働者区25里)
- 1953年 (1邑2労働者区23里)
  - 龍門里・龍鉄里の各一部が球場邑に編入。
  - 球場邑の一部・龍門里の残部が龍鉄里に編入。
  - 就徳里の一部が分立し、龍門労働者区が発足。
  - 就徳里の残部が雲興里に編入。
- 1954年10月 - 寧辺郡三峯里を編入。(1邑2労働者区24里)
- 1958年 - 蘇民里の一部が新興里・中草里に分割編入。(1邑2労働者区24里)
- 1963年 - 登立里の一部が龍登労働者区に編入。(1邑2労働者区24里)
- 1967年 - 登立里が登立労働者区に昇格。(1邑3労働者区23里)
- 1985年 (1邑4労働者区31里)
  - 香山郡蘆峴里・龍城里・上蘆里・加佐里・天水里・水陽里・仏舞里・石倉里を編入。
  - 龍門労働者区・雲興里・蘇民里の各一部が合併し、龍水労働者区が発足。
- 1990年 (1邑5労働者区30里)
  - 龍鉄里が龍鉄労働者区に昇格。
  - 仏舞里が青松里に改称。
- 1996年 - 蘆峴里・龍城里・上蘆里・加佐里・天水里・水陽里・青松里・石倉里が香山郡に編入。(1邑5労働者区22里)

## 交通
- 平徳線
  - 咸家駅 - 坵丹駅 - 球場青年駅
- 満浦線
  - 球場青年駅 - 魚龍駅 - 新興洞駅
- 青年八院線
  - 球場青年駅 - 墨時駅 - 沙烏駅
- 龍岩線
  - 球場青年駅 - 龍岩駅
- 龍門炭鉱線
  - 魚龍駅 - 龍門炭鉱駅